# Luis Orgaz Yoldi
Luis Orgaz Yoldi (Vitoria, 28 de mayo de 1881-Madrid, 31 de enero de 1946) fue un militar español, jefe del Alto Estado Mayor. Fue desterrado por el gobierno de Manuel Azaña a Canarias, cuya sublevación dirigió. Fue jefe de la División Reforzada de Madrid y creador de las eficaces academias de oficiales provisionales durante la guerra civil española. Conspiró en varias ocasiones contra la Segunda República, y posteriormente contra el general Franco en favor del pretendiente Juan de Borbón.
Aun así, fue designado procurador en las Cortes Españolas durante la primera legislatura del período franquista.

## Campaña del Marruecos español
El 11 de febrero de 1920, el alto comisario Berenguer inicia su ofensiva sobre Xauen, en el protectorado español de Marruecos, Orgaz envía una columna que desde Tetuán penetra a través del macizo de Beni Hosmar. El 8 de septiembre de 1925, con el empleo de coronel de Intervenciones de la Comandancia, manda la vanguardia de la columna Sousa encargada de socorrer la posición asediada de Cudia Tahar, clave para la defensa de Tetuán.
Regresa a la península y en 1926 es contertulio de Francisco Franco en la Gran Peña. El 4 de marzo de 1926, tras el acuerdo entre el mariscal Petain y el general Primo de Rivera, se produce la ruptura del frente que busca la aniquilación de Abd el Krim. La columna del coronel Orgaz rodea desde la cabeza de puente de Axdir el Yebel para silenciar la artillería rifeña. El general Castro Girona ordenó en septiembre de 1926 la convergencia en el Llano Amarillo de Ketama de las columnas de Pozas, Orgaz y Capaz.

## Dictadura de Primo de Rivera
José Sánchez Guerra, exiliado a Francia en 1927, regresó a España y el 29 de enero de 1929 encabezó en Valencia el Golpe de Estado en España de 1929, una conspiración militar contra el dictador Primo de Rivera. El regimiento de artillería de guarnición en Ciudad Real la secundó, y fue reducido por la aviación y la marcha de una columna de Madrid dirigida por Sanjurjo y Orgaz.

## Segunda República
Nada más proclamarse la Segunda República en abril de 1931, Luis Orgaz participó ya en las primeras reuniones conspirativas contra el nuevo régimen. Organizó un despacho en el que se gestionaban compensaciones salariales para los oficiales que se acogían a los decretos de Azaña, con el fin de atraerlos hacia estas actividades subversivas. El objetivo de Orgaz era dar un golpe de Estado en un plazo breve y, para ello, se reunió con personalidades de la derecha conservadora y católica con el propósito de buscar apoyos; incluso se reunió en agosto con José Antonio Aguirre, del PNV, quien describiría al general como «cabeza de un movimiento que se preparaba para derrocar violentamente al Gobierno provisional». El propio presidente Azaña conocía los rumores de un inminente golpe monárquico en el que estarían implicados Varela, Orgaz y Franco; como respuesta, Luis Orgaz fue finalmente detenido y confinado a Canarias el 16 de septiembre junto a otros militares implicados.
Al año siguiente, volvería a ser desterrado a Canarias por su implicación en la sublevación de Sanjurjo en agosto de 1932.

## Golpe de Estado

### La conspiración
El 8 de marzo de 1936, víspera de su traslado a Canarias, el general Franco participa en la reunión celebrada en la madrileña calle del general Arrando, 19, estando presentes, al menos, Emilio Mola, Luis Orgaz, Rafael Villegas, Joaquín Fanjul, Ángel Rodríguez del Barrio, Andrés Saliquet y José Enrique Varela. Se trata abiertamente la posibilidad de que fuera imprescindible un golpe militar, indicándose a Sanjurjo como el jefe más adecuado. Según Luis Suárez Fernández, Franco evitó comprometerse, si bien estuvo de acuerdo con los demás sobre dos puntos: la disolución de la Guardia Civil y el relevo en masa de oficiales del Ejército sería la señal de que se iba a implantar en España la dictadura marxista. Según Ricardo de la Cierva, en la minuta redactada por González Carrasco resume lo tratado en la reunión, actuando en las funciones de secretario el teniente coronel Valentín Galarza Morante, acordando la formación de una Junta constituida por los generales comprometidos residentes en Madrid.
Señalada como fecha para el pronunciamiento el 20 de abril de 1936, ese día no se movió una sola unidad, pero el gobierno se enteró lo suficiente como para encerrar al general Varela en el castillo gaditano de Santa Catalina y confinar al general Orgaz en Canarias, donde se puso inmediatamente en contacto con el general Franco. Ante las numerosas dudas de Franco sobre la decisión de sumarse al golpe de Estado, este comentario pone de manifiesto la labor de persuasión realizada por Orgaz:

«...Es decir que mi consigna fue el principio estratégico de acción conjunta y sorpresa: sin eso, como todos los militares sabíamos, era muy difícil vencer. Me daba cuenta de que el movimiento militar iba a ser reprimido con la mayor energía y por eso rechazaba la opinión, muy extendida, como afirmaba el general Orgaz, y que tú también oíste cuando lo dijo en Tenerife: que iba a ser una perita en dulce y si yo no me decidía se la iba a comer otro...»
Opinión del general Franco, comunicada a su primo Franco Salgado el 27 de abril de 1968

### Levantamiento contra el gobierno
El 16 de julio de 1936, separado del servicio y desterrado en Canarias, despacha con el general Franco en Santa Cruz de Tenerife cuando buscaba la forma de trasladarse a Las Palmas.
Acude a Las Palmas, donde se celebran funerales por el fallecido gobernador militar de Las Palmas, general Amado Balmes, nunca aclarada del todo su muerte. Antes de las cuatro de la mañana del 18 de julio de 1936, otros militares rebeldes como Martínez Fuset y Franco Salgado despiertan al general Franco con la noticia del golpe de Estado en Melilla. Franco sale inmediatamente para la Comandancia con sus colaboradores y el general Orgaz, encargado de que sus fuerzas ocupen los edificios y objetivos previstos.
La guardia de la Comandancia y los destacamentos dispuestos por Orgaz repelen a los manifestantes y establecen el orden rebelde. El general Franco, antes de emprender el viaje más importante de su vida, transmite a Orgaz el mando de la sublevación en Canarias.

«...Franco tiene el camino libre para tomar el mando del Ejército de África que se le asignaba en las instrucciones de Mola. La situación en Canarias parece suficientemente asegurada y Franco la deja en manos del general Orgaz que consumará con eficacia el Alzamiento en todas las islas.
...»
Ricardo de la Cierva, Franco, la historia, pág. 313.

Una vez llegado a Tetuán, el futuro Generalísimo ordenó a Orgaz que se incautara del bimotor de la Lufthansa que acababa de llegar a Canarias y se viniese con él a Marruecos. El 31 de julio visita las tropas sublevadas en Córdoba.
Más adelante, la tarde del 5 de agosto acompaña a Franco en el puesto de mando situado en el fuerte del Hacho dirigendo el Convoy de la victoria de Ceuta a Algeciras.
Nombrado Alto Comisario Español en Marruecos por el bando sublevado, aseguró la recluta y envío de tropas marroquíes a la península en connivencia con los jefes tribales marroquíes.

### Elección de Franco
El 19 de septiembre, es nombrado vocal de la Junta de Defensa Nacional por el general Cabanellas. Reunida el 28 de septiembre en Salamanca, la Junta de Defensa Nacional plantea la necesidad de establecer el mando único en una guerra en la que participaban aliados diversos. Junto con los generales Alfredo Kindelán y Emilio Mola, Orgaz toma la iniciativa de proponer al general Franco como Generalísimo. Según Luis Suárez Fernández, el apoyo incondicional tanto de Orgaz como Kindelán venía motivado por considerar a Franco como garantía de que la Monarquía sería reinstaurada, y no se equivocaron, salvo en el tiempo. Sin embargo, Orgaz y Kindelán querían una designación temporal restringida a la duración de la guerra. Ricardo de la Cierva manifiesta que el general Franco le confesó que nunca pretendió el mando único total, pero si no se le ofrecía, rechazaría el mando militar exclusivo.

### Guerra Civil
Participó como jefe de una división en la batalla de Madrid, en la del Jarama y en la de Guadalajara, donde fracasó estrepitosamente. El 6 de enero de 1937, el general Orgaz -que había sustituido a José Enrique Varela, herido el 25 de diciembre de 1936- en medio de durísimos forcejeos alcanzó la carretera de La Coruña.
En febrero de 1937, la División Reforzada de Madrid desbordó el flanco opuesto, el derecho, de las defensas del Ejército Popular en el sector del Jarama y trató de alcanzar Arganda y Alcalá de Henares para cortar la comunicación con Valencia. El general Miaja logró frenar a las fuerzas de Orgaz, que fijaron allí el frente hasta el final de la guerra.
En 1937 fue nombrado consejero nacional de FET y de las JONS y, poco tiempo antes de terminar la contienda, jefe del Ejército de Levante hasta el final de la Guerra Civil.

### Academias de Alféreces Provisionales
A finales de marzo de 1937, fue nombrado Inspector de Movilización, Instrucción y Recuperación (MIR) con la misión de preparar e instruir a la nueva oficialidad. Una de sus primeras medidas fue reformar las Escuelas creadas por la Junta de Defensa Nacional y convertirlas en Academias de Alféreces Provisionales, cada una con un coronel director al frente. Se le considera el creador de la oficialidad provisional. En junio de 1938 el Generalísimo le otorgó el empleo de «alférez honorario» del arma de Infantería, empleo que ostentó con orgullo hasta su muerte y cuyo distintivo llevó siempre sobre la guerrera.

## Posguerra
Fue capitán general de Cataluña de 1939 a 1941, donde firma numerosas sentencias de muerte en Barcelona a detenidos de diversa índole, así como a militares fieles a la República y que se ejecutan en el conocido Campo de la Bota. En 1940 recibe sobornos del Reino Unido, por intermediación del financiero Juan March, para lograr que España mantenga su neutralidad en la Segunda Guerra Mundial. El 12 de mayo de 1941 es nombrado Alto Comisario Español en Marruecos, permaneciendo durante este su segundo mandato hasta 1945. 
Las comunidades judías de Tánger y de Tetuán, donde ya cientos de judíos húngaros habían encontrado refugio, se dirigieron el 22 de mayo de 1944 a Orgaz, quien autoriza la entrada en Tánger de 500 niños huérfanos, acompañados por 70 adultos. Provenían de Hungría gracias a la gestión de Ángel Sanz Briz.
Este nombramiento es objeto de un editorial agresivo del diario falangista Arriba, dentro de su creciente polémica con el diario Madrid, de tendencia ajena a la Falange y veladamente monárquica. El fondo de la cuestión es el claro propósito del general Franco de arrebatar a la Falange un monopolio político que además nunca había detentado. Nombres como Galarza, Orgaz, Iturmendi y Carrero eran pruebas de esa pérdida de influencia.
Simpatizante de la Comunión Tradicionalista, como capitán general de Cataluña ayudó a esta facción política del régimen. En un informe policial de 1940 se decía de Orgaz que «Se sirve de todos los núcleos de requetés del país, que con la buena disposición suya edifican una atracción política muy intensa. (...) La guardia del General Orgaz continúa siendo requeté y requetés fueron los únicos que en la procesión del Corpus fueron entusiásticamente aplaudidos por la multitud.
Participa en la conspiración monárquica contra Franco, cuya primera fecha documentada data del 10 de julio de 1941, según el diario de Gil-Robles: «Recibo -dice- una consulta de Carrascal, a quien reiteradamente se ha pedido en nombre del general Orgaz la colaboración de las gentes de Acción Popular para un movimiento de tipo monárquico.» Aunque Gil-Robles mantiene la lealtad a Franco, reconoce que el movimiento conspiratorio del general Orgaz alcanza extensas ramificaciones.
La segunda fase de la conspiración transcurre de diciembre de 1941 a mayo de 1942. En esta fase, el trabajo callado de Eugenio Vegas Latapie y de Pedro Sainz Rodríguez, junto con el protagonismo de Varela, Ponte, Barrón, Rada y Heli Rolando de Tella, se suman a Aranda, Kindelán, Solchaga y Saliquet para derribar a Serrano Suñer en la conocida como «crisis de enero de 1942» que termina con el refuerzo de Serrano. 
El 8 de noviembre de 1942, cuando el dictador Franco recibe una carta de Roosevelt relativa a la operación Torch —el desembarco aliado en Marruecos—, aquel ordena a Orgaz que regrese al Protectorado y mantenga a sus subordinados en estado de alerta en previsión de una posible reacción alemana. El 12 de noviembre el general Yagüe, sacado del ostracismo, recibe el mando de las fuerzas españolas en Marruecos. Por encima de él se hallaba el alto comisario, Luis Orgaz, pero la dependencia era directa de Franco. Después del exitoso desembarco de las tropas norteamericanas en el Norte de África, el general Orgaz hubo de entrevistarse con el general estadounidense George Patton.
Pidió a Franco la restauración de la monarquía junto con otros militares, y cuando el general Franco recibe el Manifiesto de los Veintisiete, petición de restauración de la monarquía, convoca a Orgaz, en quien confiaban los monárquicos, consiguiendo, según manifiesta el conde de Jordana, amansarlo. Los conspiradores monárquicos progresan en su acción dentro del Ejército, contando con la colaboración de algunos generales prestigiosos. 

«...Entre ellos era uno de los más entusiastas el general Luis Orgaz Yoldi, muy resentido con Franco por su cese en la Alta Comisaría de Marruecos, quien, según refleja José María Gil-Robles el 23 de agosto, comunica a Sainz Rodríguez por intermedio de Sangróniz que está dispuesto a sublevarse a favor de la Monarquía con más de cien mil hombres y de acuerdo con Aranda y otros generales. Nadie explicó nunca de dónde saldrían esos cien mil hombres, en todo caso formaba parte de un proyecto prematuro; lo que hacía el general Orgaz era preparar un escrito que con otros tenientes generales sería presentado a Franco cuando volviera del Pazo de Meirás...»

Continúa en su empeño y el 8 de septiembre de 1943, un grupo de generales de prestigio, Orgaz, Dávila, Varela, Solchaga, Kindelán, Saliquet, Monasterio y Ponte, suscriben en tono muy respetuoso: parece llegada la ocasión de no demorar más el retorno a aquellos modos de gobierno genuinamente españoles. Se apuntaba que la Monarquía era el modo de impedir el retorno del Frente Popular. Franco consideró esta carta como un simple acto de indisciplina ante el que guardó silencio. El mismo Orgaz, que pocas semanas antes soñaba con sublevarse al frente de cien mil hombres, ahora -26 de septiembre- lo ve difícil, pues los generales jóvenes y la oficialidad de comandante para abajo están con Franco. José María Gil-Robles le llama «pobre hombre».
En la Pascua Militar, el 6 de enero de 1944, le fue entregado a Franco un bastón de mando y un álbum en el que figuraba la firma de todos los generales y jefes, incluyendo a los que suscribieron el manifiesto.
A mediados de noviembre de 1944, opositores republicanos y monárquicos declaraban su oposición al comunismo y su acuerdo de integrar a los socialistas. Su programa pasa por convencer a los aliados de que victoria sobre el fascismo no sería completa mientras no hubiesen derribado a Franco. Para ello el general Aranda prepara un gobierno provisional jactándose de contar con el apoyo de Orgaz.
Según manifiesta el exministro Laureano López Rodó, el conde de Barcelona estaba seguro de contar entonces con Orgaz, Aranda y Kindelán para organizar en España un golpe de Estado tolerado por los aliados.
Como si presintiera la ofensiva general contra su persona y su régimen que iba a desencadenarse con la primavera, Franco reajusta a primeros y mediados de marzo de 1945 sus cuadros de apoyo militar, que al menos aparentemente no habían vuelto a resentirse desde la Pascua Militar del año anterior. Luis Orgaz es designado para el cargo de jefe adjunto del Alto Estado Mayor, cuyo mando superior seguía en manos del general Dávila desde que cesó el 5 de marzo de 1941 como capitán general de Sevilla. En el verano de 1945 sus consejeros convencen a Juan de Borbón de la necesidad de salir del encierro suizo y establecerse en Estoril como antesala del trono. Discuten un borrador de documento conminatorio, encargando al general Orgaz la consulta a los capitanes generales sobre el documento. Estaba claro que al pretendiente le interesaba por encima de todo un pronunciamiento militar. Pero Franco, que no perdía ojo a la conspiración monárquica, designó a Orgaz jefe del Alto Estado Mayor y Orgaz contestó al general Kindelán:

«...Cuando a mí algunas gentes me hablan de un gobierno de generales, yo miro en derredor y no les encuentro. Ante el desánimo de Orgaz, el infante dirige la consulta a varios generales: ¿Debe dirigir el rey al Generalísimo una suprema exhortación para que abandone el poder?
...»

Ante las vacilaciones de sus adversarios, Franco actúa cesando a Kindelán en su cargo de director de la Escuela Superior del Ejército. Al comentar este cese, Orgaz proponía en carta a Kindelán acentuar la soledad de Franco, y el propio cesado pensó en un momento en pedir el retiro.
Según Paul Preston, Orgaz era un firme monárquico alfonsino. Como todos los miembros de su grupo, ninguno de ellos deseaba acabar con el régimen de Franco, sino más bien reducir el poder que la Falange tenía en él, y que se declarase oficialmente, aunque sólo fuese en teoría, que España era una monarquía.

## Procurador
La designación de conspicuos monárquicos como procuradores en Cortes alarma a Sainz Rodríguez y a Juan March, incorporado ya a la conspiración pero sin romper con Franco, que visitan a José María Gil Robles el 14 de febrero de 1943. Los tres coinciden en que el conde de Barcelona debe declarar públicamente su insolidaridad con Franco y sus nuevas Cortes Españolas. Sin embargo, don Juan se resiste a romper con el dictador y no prohíbe a los monárquicos como Orgaz su incorporación a las Cortes.
Procurador en Cortes del grupo de los designados por el jefe del Estado en la I Legislatura de las Cortes Españolas (1943-1946). Falleció antes de finalizar la legislatura.

## Últimos días
Para Ricardo de la Cierva, Orgaz, que varias veces ha conspirado contra Franco, se ha retirado de la conspiración. En sus últimas cartas aparece cansado, desanimado, desprovisto de horizonte.

## Condecoraciones y cargos
- Por sus servicios en Marruecos desde 1919, le fue concedida la Medalla Militar en octubre de 1924.
- Alcanzó el grado de teniente general por decreto de 15 de mayo de 1939 y desempeñó sucesivamente los cargos de Capitán General de Cataluña y Alto Comisario en Marruecos.

| Predecesor: Carlos Asensio Cabanillas | Alto Comisario del Protectorado Español de Marruecos 1941 - 1945       | Sucesor: José Enrique Varela Iglesias |
| Predecesor: Fidel Dávila Arrondo      | Jefe del Alto Estado Mayor 19 de octubre de 1945 - 31 de enero de 1946 | Sucesor: Juan Vigón                   |